# Salon régional de l'agriculture de Tarbes
Le Salon régional de l'agriculture de Tarbes (couramment désigné, en abrégé, Foire agricole) est une foire-exposition annuelle organisée à Tarbes au parc des expositions de Tarbes dans la première semaine du mois de mars, le week-end suivant le salon de l'agriculture de Paris.
C'est la plus importante foire agricole du Sud-Ouest en taille adressée au grand public.

## Historique
La première Foire-Expo organisée par la chambre de commerce eut lieu en 1932 à la halle Marcadieu. C'est un mélange de foire agricole et de foire d’exposition qui reprend après la Seconde Guerre mondiale, sans interruption jusqu'en 1973. Le succès est notable, avec en 1950, 355 exposants et plus de 150 000 visiteurs. 
La halle Marcadieu devenant trop petite, la foire d’exposition est déménagée en 1974 dans le tout nouveau parc des expositions de Tarbes, et le premier salon régional de l'agriculture de Tarbes est créé en 1977.

### Edition
| Edition                        | Année | Dates   | Dates   | Lieu                           | Nb exposants | Nb visiteurs | Réf.  |
| ------------------------------ | ----- | ------- | ------- | ------------------------------ | ------------ | ------------ | ----- |
| 33e                            | 2009  | 12 mars | 15 mars | Parc des expositions de Tarbes |              |              |       |
| 34e                            | 2010  | 11 mars | 14 mars | Parc des expositions de Tarbes |              |              |       |
| 35e                            | 2011  | 10 mars | 13 mars | Parc des expositions de Tarbes |              |              |       |
| 36e                            | 2012  | 8 mars  | 11 mars | Parc des expositions de Tarbes |              |              |       |
| 37e                            | 2013  | 7 mars  | 10 mars | Parc des expositions de Tarbes |              |              |       |
| 38e                            | 2014  | 6 mars  | 9 mars  | Parc des expositions de Tarbes |              |              |       |
| 39e                            | 2015  | 5 mars  | 8 mars  | Parc des expositions de Tarbes |              |              |       |
| 40e                            | 2016  | 10 mars | 13 mars | Parc des expositions de Tarbes |              |              |       |
| 41e                            | 2017  | 9 mars  | 12 mars | Parc des expositions de Tarbes |              | 66 000       |       |
| 42e                            | 2018  | 8 mars  | 11 mars | Parc des expositions de Tarbes |              |              | [ 1 ] |
| 43e                            | 2019  | 7 mars  | 10 mars | Parc des expositions de Tarbes |              | 65 000       |       |
| 44e                            | 2020  | 5 mars  | 8 mars  | Parc des expositions de Tarbes |              | 60 000       |       |
| 45e (annulée - Cause COVID-19) | 2021  |         |         |                                |              |              |       |
| 45e                            | 2022  | 10 mars | 13 mars | Parc des expositions de Tarbes | environ 200  | 62 000       | [ 3 ] |
| 46e                            | 2023  | 9 mars  | 12 mars | Parc des expositions de Tarbes |              | 70 000       | [ 4 ] |
| 47e                            | 2024  | 7 mars  | 10 mars | Parc des expositions de Tarbes |              |              |       |
| 48e                            | 2025  | 6 mars  | 9 mars  | Parc des expositions de Tarbes |              |              |       |

## Organisation

### Répartition thématique
Le Salon de l'agriculture s'organise en plusieurs zones réparties par thèmes (bovins, ovin, équins, lapins, produits fermiers...) dans les différents bâtiments (il y a quatre halls d'exposition disponibles) du parc des expositions.
On y trouve 300 bovins de concours, de toutes races, la bergerie, avec ses 150 brebis et les produits artisanaux tels que le haricot tarbais, le porc noir de Bigorre, la poule noire d'Astarac et de Bigorre, le lait blanc des Pyrénées, l'auroise[réf. souhaitée].

### Organisateurs
Le salon est organisé par la chambre d'agriculture des Hautes-Pyrénées, la région Occitanie, le Crédit agricole, le département des Hautes-Pyrénées, Groupama, la M.S.A Sud et la ville de Tarbes.

## Concours agricole
Le Salon de l'agriculture accueille, chaque année, des concours agricoles :
- concours de race ovine Aure-Campan ;
- concours Régional de la race bovine Prim’Holstein ;
- concours Inter-Départemental d'élevage dans 7 races bovines différentes Charolaise,  Brune, Montbéliarde, Gasconne, Blonde d’Aquitaine, Limousine, Bazadaise.